# Толбанов, Олег Петрович
Оле́г Петро́вич Толба́нов (род. 3 февраля 1947, Томск, РСФСР, СССР) — российский учёный-физик, специалист в области физики твёрдого тела, твердотельной электроники и физического материаловедения. Автор более 160 научных статей в базе данных Web of Science, (индекс Хирша — 15), в том числе: монографии, 5 учебных пособий, более 60 изобретений.

## Биография
Отец: Толбанов Пётр Михайлович, инженер, потомок ссыльного дворянина-декабриста. Мать: Земска Ванда Яновна (Валентина Ивановна), служащая, также потомок ссыльных польских дворян (Восстание Костюшко). Учился в школе № 8 г. Томска, в классе математиков-программистов («Ленинский класс»). Окончил школу в 1965 г. и поступил в Томский институт радиоэлектроники и электронной техники. В 1966 г. в составе авангардного десанта томского студенческого стройотряда начинал расчищать площадку под строительство столицы нефтяников г. Стрежевой (Томская область).
С 1970 по 1974 гг. работал в НИИ полупроводниковых приборов (г. Томск), пройдя путь от инженера до ведущего конструктора.
С 1975 по настоящее время работает в Томском государственном университете.
Под его руководством создана научная школа и лаборатория функциональной электроники (ЛФЭ ТГУ), в которой выполняются работы, связанные с исследованием закономерностей, разработкой технологии легирования полупроводников примесями с глубокими энергетическими уровнями и созданием структур и приборов на его основе. В 2016 году, благодаря разработанным детекторам вошли в группу эксперимента ATLAS, которая занимается поиском сверхтяжелых элементарных частиц, таких как Бозон Хиггса, в Европейском центре ядерных исследований (CERN). Установлены ранее неизвестные научные факты: 
 — предельной компенсации GaAs примесью хрома, позволяющей достигнуть величины удельного сопротивления более 1 ГОм*см (выше, чем в собственном полупроводнике); 
 — гофрировке энергетических зон, приводящей к формированию рекомбинационных барьеров, позволяющих более чем в 100 раз повысить время жизни носителей заряда в компенсированном полупроводнике.
Женат, имеет двух дочерей, Анна и Людмила.

## Награды и звания
- Медаль «400 лет Томску», За заслуги перед городом, 2004 г.
- Нагрудный знак «Почётный работник высшего профессионального образования Российской Федерации», Минобрнауки РФ, 2007 г.
- Нагрудный знак «Почётный работник науки и техники Российской Федерации», Минобрнауки РФ, 2008 г.
- Золотая медаль «За успехи в научно-техническом творчестве», Всероссийский выставочный центр, Москва, 2008 г.
- Высшая награда ТГУ, Медаль «Д. И. Менделеева», 2015 г.

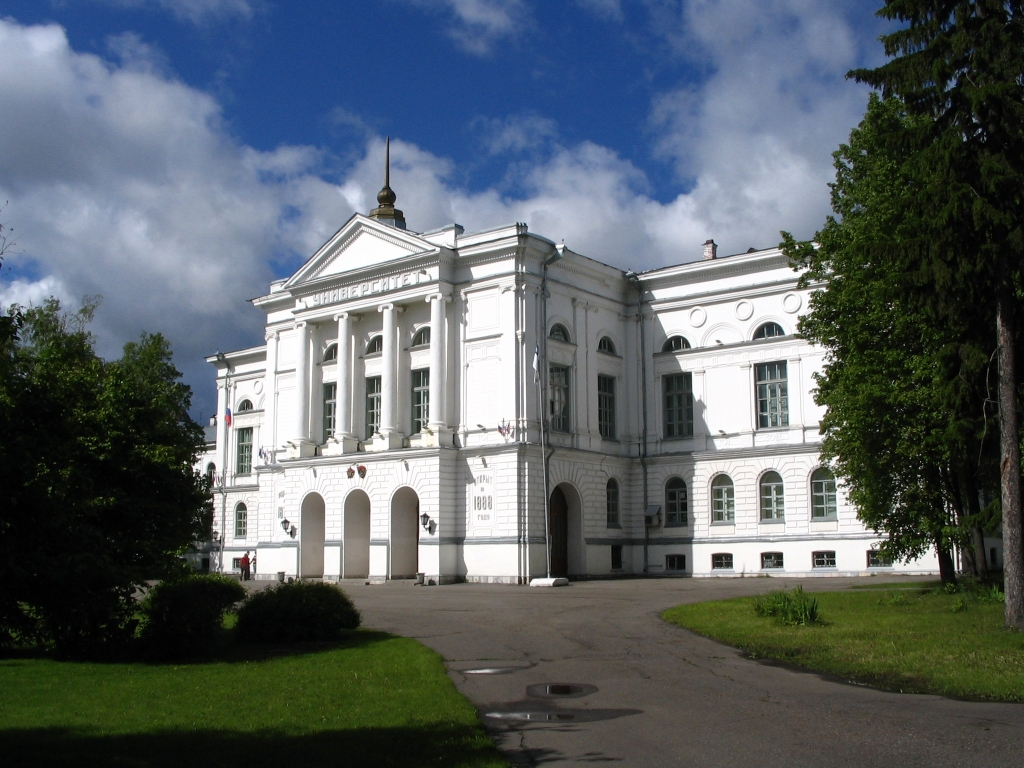
Главный корпус ТГУ

## Избранные монографии, статьи и публикации
- Монография «Полупроводниковые приборы на основе арсенида галлия с глубокими центрами», 2016, 258 Стр., ISBN 978-5-94621-556-5.
- The Mechanism of Superfast Switching of Avalanche S-Diodes Based on GaAs Doped With Cr and Fe / Prudaev I., Oleinik V., Smirnova T. et al // IEEE TRANSACTIONS ON ELECTRON DEVICES Том: 65 Выпуск: 8 Стр.: 3339-3344, 2018.
- Photon counting microstrip X-ray detectors with GaAs sensors / Ruat M., Andra M., Bergamaschi A., et al // JOURNAL OF INSTRUMENTATION Том: 13 Номер статьи: C01046, 2018.
- Characterisation of GaAs:Cr pixel sensors coupled to Timepix chips in view of synchrotron applications / Ponchut, C.; Cotte, M.; Lozinskaya, A., et al // JOURNAL OF INSTRUMENTATION Том: 12 Номер статьи: C12023, 2017.
- Semiconductor materials for x-ray detectors / Pennicard D., Pirard B., Tolbanov O., et al // MRS BULLETIN Том: 42 Выпуск: 6 Стр.: 445—450 Опубликовано: JUN 2017 5. MHz rate X-Ray imaging with GaAs:Cr sensors using the LPD detector system / Veale M., Booker P., Cline B., et al // JOURNAL OF INSTRUMENTATION Том: 12 Номер статьи: P02015, 2017.
- Broadband and narrowband terahertz generation and detection in GaSe1-xSx crystals / Bereznaya S., Korotchenko Z., Redkin R., et al // JOURNAL OF OPTICS Том: 19 Выпуск: 11 Номер статьи: 115503, 2017.
- Feasibility study of a «4H» X-ray camera based on GaAs:Cr sensor / Dragone A., Kenney C., Lozinskaya A., et al // JOURNAL OF INSTRUMENTATION Том: 11 Номер статьи: C11042, 2016.
- Performance of a Medipix3RX Spectroscopic Pixel Detector With a High Resistivity Gallium Arsenide Sensor / Hamann E., Koenig T., Zuber M., et al // IEEE TRANSACTIONS ON MEDICAL IMAGING Том: 34 Вып 3 Стр.: 707—715, 2015.
- Investigation of GaAs:Cr Timepix assemblies under high flux irradiation / Hamann E., Koenig T., Zuber M., et al // JOURNAL OF INSTRUMENTATION Том: 10 Номер статьи: C01047, 2015.
- The LAMBDA photon-counting pixel detector and high-Z sensor development / Pennicard D., Smoljanin S., Struth B., et al // JOURNAL OF INSTRUMENTATION Том: 9 Номер статьи: C12026, 2014.